# Beter
 Beter  falu Horvátországban Zágráb megyében. Közigazgatásilag Klinča Selához tartozik.

## Fekvése
Zágráb központjától 22 km-re délnyugatra, községközpontjától 5 km-re északnyugatra a Plešivica-hegység délkeleti lejtőin fekszik.

## Története
1783-ban az első katonai felmérés térképén már a mai nevén szerepel. A falunak 1857-ben 181, 1910-ben 265 lakosa volt. Trianon előtt Zágráb vármegye Jaskai járásához tartozott. 2001-ben a falunak 217  lakosa volt.

## Lakosság
| Lakosság változása | Lakosság változása | Lakosság változása | Lakosság változása | Lakosság változása | Lakosság változása | Lakosság változása | Lakosság változása | Lakosság változása | Lakosság változása | Lakosság változása | Lakosság változása | Lakosság változása | Lakosság változása | Lakosság változása |
| ------------------ | ------------------ | ------------------ | ------------------ | ------------------ | ------------------ | ------------------ | ------------------ | ------------------ | ------------------ | ------------------ | ------------------ | ------------------ | ------------------ | ------------------ |
| 1857               | 1869               | 1880               | 1890               | 1900               | 1910               | 1921               | 1931               | 1948               | 1953               | 1961               | 1971               | 1981               | 1991               | 2001               |
| 181                | 185                | 192                | 267                | 285                | 265                | 277                | 285                | 248                | 259                | 262                | 259                | 261                | 225                | 217                |

## Külső hivatkozások
- Klinča Sela község hivatalos oldala
- Az okicsi Szűz Mária plébánia honlapja
- Az első katonai felmérés térképe (1763-1787)